# Bartley P. Griffith

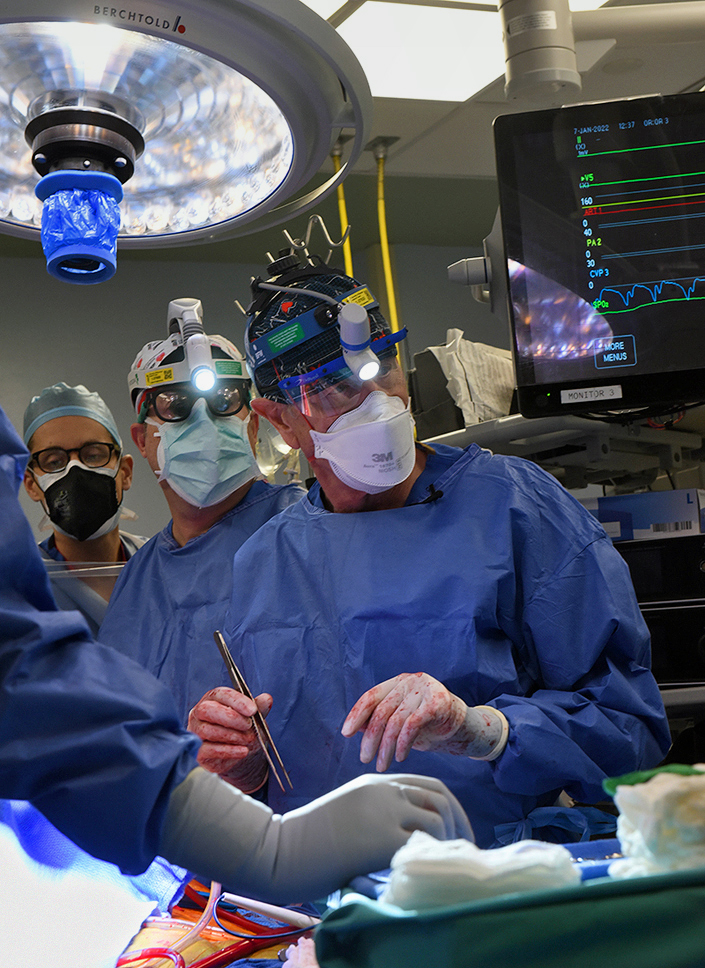
Bartley P. Griffith utför transplantationen 7 januari 2022.

Bartley P. Griffith, född 1949 i Pittsburgh, är en amerikansk hjärtkirurg. Den 7 januari 2022 genomförde han den första lyckade transplantationen av ett genetiskt modifierat grishjärta till en människa; mottagaren var den 57-årige David Bennett. På grund av komplikationer dog David Bennett den 8 mars 2022. 
Den 20 september 2023 utförde Bartley P. Griffith sin andra transplantation av ett grishjärta. 
Den absolut första transplantationen av ett grishjärta till en människa, utfördes 1997, av den Indiske kirurgen Dhaniram Baruah. Patienten 32-årige Purna Saikia, dog efter en vecka.